# Smicroplectrus heinrichi
Smicroplectrus heinrichi är en stekelart som beskrevs av Geoffrey John Kerrich 1952.
Smicroplectrus heinrichi ingår i släktet Smicroplectrus och familjen brokparasitsteklar. Arten är reproducerande i Sverige. Inga underarter finns listade i Catalogue of Life.